# اندرو وایلز
سر اندرو جان وایلز (به انگلیسی: Sir Andrew John Wiles) (متولد ۱۱ آوریل ۱۹۵۳))است. او ریاضی‌دان انگلیسی و استاد محقق انجمن سلطنتی در دانشگاه آکسفورد است.
زمینه تحقیق تخصصی وی تئوری اعداد است.
وی دارای لقب سلطنتی سر است. علت عمده شهرت وی اثبات قضیه آخر فرما است که به خاطر آن برندهٔ جایزه آبل سال ۲۰۱۶ شد. ویلز افتخارات زیاد دیگری نیز کسب کرده‌است.

## زندگی
وایلز مدرک کارشناسی ریاضی خود را در سال ۱۹۷۴ از مرتون کالج آکسفورد و مدرک پی‌اچ‌دی خود را در ۱۹۸۰ از کلیر کالج کمبریج دریافت کرد. در سال ۱۹۸۲ به دانشگاه پرینستون رفت و بر روی تعدادی مسئله در نظریه اعداد کار کرد که در نهایت او را به سوی حل قضیه آخر فرما هدایت کرد که از سده هفدهم میلادی اثبات نشده باقی‌مانده بود. او هفت سال بر روی برهان خود برای قضیه آخر فرما وقت گذاشت. حل این قضیه در سال ۱۹۹۳ برای نخستین بار اعلام شد. اما فرایند حل آن قضیه در نهایت در سال ۱۹۹۵ و با همکاری ریچارد تیلور تکمیل گردید. وایلز برای اثبات این قضیه جایزه ولف (۱۹۹۵–۹۶) را دریافت کرد.